# 가평 현등사 화담당경화탑
가평 현등사 화담당경화탑(加平 懸燈寺 華潭堂敬和塔)은 대한민국 경기도 가평군 현등사에 있는 승탑(僧塔)이다. 1986년 5월 2일 가평군의 향토문화재 제1호로 지정되었다.

## 개요
이 탑은 조선후기의 승려 화담당 박경화(1786-1848)의 승탑이다. 승탑의 기단석 앞면에는 화담당 경화탑이란 명문이 음각되어 있으며 이 탑의 건립 연대는 "무신10월입"이란 음각으로 미루어 조선 제24대 헌종 14년(1848)10월임을 알 수 있다. 이 승탑의 주인공 화담당은 순조3년(1803)화양사에 들어가 승려가 되고 지탁대사의 불법을 이어 받았다. 화담당은 말년에 현등사에 들어와 불법을 강론하고 수도에 전념하다가 현종4년(1848)에 입적했다.

## 참고 문헌
- 화담당경화탑 - 가평군 - 관광명소